# Костёл Святого Иоанна Крестителя (Мосты Правые)
Костёл Святого Иоанна Крестителя (бел. Касцёл Святога Яна Хрысціцеля) — римско-католический храм, расположенный в центре агрогородка Мосты Правые (Мостовский район, Гродненская область).

## История
Костёл был заложен королевой Боной Сфорца в 1539 году. В середине XVI в. при нем была открыта церковно-приходская школа. Новый деревянный костёл, выстроенный на пожертвования короля Речи Посполитой Августа III, был выстроен в 1710 (или в 1740) году. Последняя реставрация старинного деревянного костёла была сделана в 1923 году.

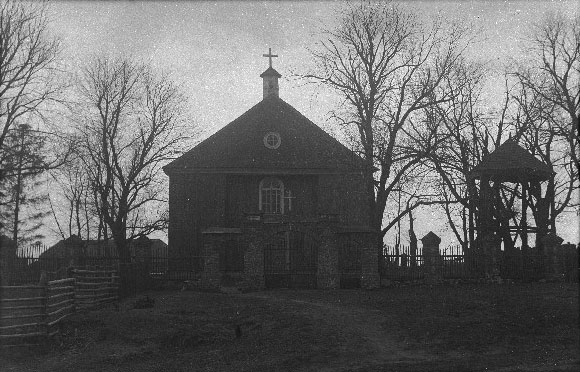
Костёл в начале XX века

В XIX в. в качестве приходского костёла Мостовского прихода функционировал костёл в Микелевщине. Тогда общее количество прихожан составляло более 2600 человек. Перед Второй мировой войной количество прихожан составляло около 2400 человек.
Новый костёл из красного наружного кирпича с чертами необарокко начали строить по проекту архитектора Бабкова на месте старого деревянного, сгоревшего в 1980-х годах. Краеугольный камень был освящен 26 мая 1990 года архиепископом Франческо Коласуона. Строительство закончилось в 1992 г., а в 1993 году костёл был освящен под титулом Св. Иоанна Крестителя.

## Архитектура

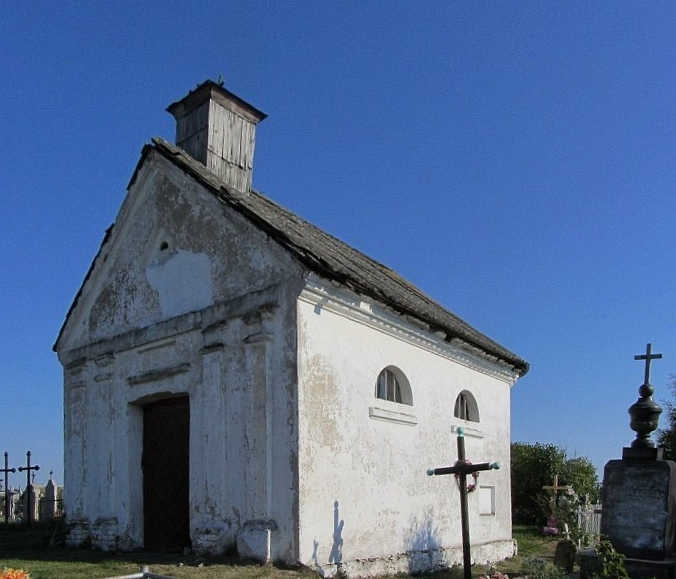
Часовня

Представляет собой однобашенную трехнефную базилику. Главный фасад завершает двухъярусная (восьмерик на четверике) башня под высоким шатровым куполом (новый шатёр был установлен в ноябре 2004 г.).
Молитвенный зал, разделённый тремя парами круглых колонн на три нефа (центральный выше боковых) и перекрытый ровным бетонным полом, украшен главным алтарём (титульным алтарём св. Иоанна Крестителя) и боковыми алтарными композициями. В 2008 году выстроен новый главный алтарь по образцу алтаря со старого костёла. Далее продолжаются работы по восстановлению боковых алтарей.
На старом приходском кладбище сохранилась часовня, построенная в стиле классицизма в середине XIX века. Последний раз её использовали в 1980-х годах, когда сгорел деревянный костёл. Часовня представляет собой относительно небольшой прямоугольное в плане кирпичное сооружение с полукруглым алтарем. Главный фасад украшен пилястрами и завершается четырёхконечной деревянной башенкой. Интерьер перекрыт плоским фальцевым потолком, алтарь часовни исполнен в виде двухколонной конструкции вокруг ниши для иконы. Рядом с часовней находятся надгробия семьи Лавицких.